# Anomis simulatrix
Anomis simulatrix là một loài bướm đêm trong họ Erebidae.